# Angrebet mod Nekhel
Angrebet mod Nekhel (februar 1917) var det andet af tre slag hvor britiske styrke generobrede Sinaihalvøen under Sinai og Palæstina-felttoget i 1. Verdenskrig. Den egyptiske ekspeditionsstyrkes beredne styrker trængte ind i det centrale Sinai for at angribe og trænge den sidste osmanniske garnison tilbage til Palæstina.
Nekhel havde været et regionalt center for det britiske styre indtil begyndelsen af krigen hvor osmanniske styrker invaderede området. Under Angrebet på Suez-kanalen i februar 1915 var en del af angrebsstyrken passeret gennem Nekhel.
I februar 1917 var de osmanniske garnisoner i området et godt stykke bag den egyptiske ekspeditionsstyrkes front. Da besættelsen af det sydlige Palæstina begyndte, blev disse isolerede styrker angreb og tvunget tilbage til det osmanniske Palæstina.

## Baggrund
Både kystvejen gennem al-Arish og vejen fra Ma'an via Nekhel til Suezkanalen blev bevogtet af britiske skibe på kysten og i Aqaba bugten. Kress von Kressensteins styrke, som angreb kanalen i februar 1915 havde benyttet den centrale rute gennem Sinai og gjort brug af vandet, som fandtes ved Kossaima og Nekhel. Osmanniske styrker fortsatte med at holde området ved den centrale rute besat fra el Kossaima mod Suezkanalen, herunder Bir el Hassana og Nekhl, som var en by med omkring 50 ler og stenhuse, en moske og et fort. Den lå i et område hvor mangel på vand og et ekstremt klima gjorde vedvarende krigsførelse umulig. Nekhel havde været en vigtig forpost i begyndelsen af krigen for det britiske styre, 100 øst for Suez. I 1917 var det stadig en vigtig forpost hvorfra den osmanniske autoritet over arabere og beduiner kunne håndhæves.

## Optakt
De sidste operationeri Sinaifelttoget blev beordret af general Murrey mod Nakhel og Bir el Hassana. Generalstabens efterretningsafdeling havde meddelt at efter tilbagetrækningen fra Sinai som følge af EEF's fremrykning langs kystvejen var der stadig en fjendtlig styrke på 130 soldater ved Nekhel. Den 6. februar gav den sydlige Kanalsektion ordre til 11. lette beredne regiment under oberstløjtnant W. Grant ordre til at forberede en operation mod Nekhel herunder at afskære forbindelsen mellem Nekhel og el Auja. El Auja var forbundet til det nordlige Palæstina via Beersheba. En anden kolonne skulle marchere fra Magdhaba og angribe Bir el Hassana 65 km nord for Nekhel mellem Gebel Helal og Gebel Yelleg.
To beredne kolonnen afgik fra Suezkanalen den 13. februar 1917. Den nordlige kolonne bestod af 420 ryttere i det 11. beredne regiment, en ingeniørofficer og fire mand, en lægeofficer med en gruppe fra 124. feltambulance, 1 flyveofficer med 2 mand og 2 radiostationer. Kolonnen afgik fra Serapeum nær Ismailia i midten af kanalen. Oberstløjtnant A. W. Jennings Bramly (en egyptisk regeringsofficer med kendskab til området), kaptajn F. D. Stirling (generalstaben) og løjtnant A. H. Stuart (generalstabens efterretningsafdeling), sammen med en flyobservator og 2 mekanikere, som skulle udpege fremskudte landingspladser og overvåge transporten af benzin, olie og reservedele, ledsagede styrken. Den 14. februar samlede kolonnen sig ved Zogna hvor der var blevet oplagret forsyninger. I mellemtiden afgik en sydlig kolonne bestående af 6. beredne brigades hovedkvarter, med rytteri fra denne brigade og det 58. indiske regiment fra Suez i den sydlige ende af kanalen og fortsatte via Heniak, Ayun Sudr, Mitla Passet og Darb el Haj mod Nekhel. Tre fly fra No. 1 eskadrille ved al-Arish arbejdede fra flyvepladsen for No. 57 reserveeskadrille ved Ismailia under angrebet, hvor de dagligt skulle rapportere om de to kolonners fremgang, neskaste meddelelser fra hovedkvarteret og spejde fremad mens en bereden styrke marcherede fra Suez via Mitla Passet og Darb el Haj.
Den nordlige kolonne rykkede frem til Bir el Giddi den 15. februar hvor en gruppe på 60 riffelskytter fra No. 9 Company i kamelkorpset sluttede sig til kolonnen fra Shallufa. Her rapporterede en officerspatrulje under løjtnant Farlow af Themada brøndene var sandet til og at der ingen vand var der. I stedet for de planlagte tre nætter bestød denne information, at der kun kunne bruges to nætter i en fremskudt base, der skulle oprettes nær Nekhel. Som følge heraf blev en gruppe sendt i forvejen af den nordlige kolonne til Themada for at gøre deres bedste for at skaffe vand, mens kolonnen fulgte efter fra Bir el Giddi i koldt og vådt vejr efter at have givet hestene rigeligt at drikke. Ved ankomsten til Themada var fire brønde blevet gravet ned i en dybde af 2½ meter og hver af brøndene havde en vandstand på 1½ meter, som blev opretholdt mens der blev pumpet vand til hele regimentet.
Major Bassett, som ledede den 2. bataljon af kamelkorpset, marcherede fra from Magdhaba den 17. februar for at omringe Bir el Hassana, hvor de ved daggry den følgende dag angreb den osmanniske garnison, der bestod af 3 officerer og 19 mand forstærket med bevæbnede beduiner. Under angrebet blev en alvorligt såret soldat fløjet tilbage til al-Arish med fly. Efter at Bir el Hassana havde overgivet sig blev Bassetts styrke på stedet for at fange osmanniske styrker, som trak sig tilbage fra Nekhel mod Bir el Hassana.

## Angrebet
Den 17. februar sendte den nordlige kolonne en officerspatrulje under løjtnant F. C. Farlow af sted for at finde et sted at placere en fremskudt base og rekognoscere Thilwetl el Thamamat Passet, 6 km nord for Nekhel. Patruljen rapporterede kl. 15.30 af tre skud var blevet affyret fra højereliggende terræn ved Bir el Hassana vejen kort efter kl. 13 af en beduin, som efterfølgende trak sig tilbage på kamelryg mod Nekhel. Kl. 16 nåede den nordlige kolonne frem til 11 km nord for Nekhel, hvor en fremskudt base blev etableret.
Farlows patrulje sendte en rapport tilbage, som blev modtaget kl. 16.45 om at passet ikke var bevogtet, men at mænd kunne ses trække sig tilbage fra Nekhel mod øst. Farlow anmodede om støtte, "da han fortsatte i forfølgelse" og 'B' eskadronen fra 11. lette beredne regiment red ud kl. 17.10. I mellemtiden fangede Farlows patrulje fire fjendtlige soldater med 10 kameler, men de blev forhindret i at krydse sletten af riffelild fra omkring 50 forsvarere i forbjergene hvor vejen mellem Nekhel og Aqaba forlader sletten øst for Nekhel. Et fly som landede ved Grants fremskudte base korefter at 'B' eskadronen afgik blev sendt af sted for at rekognoscere ved Nekhel. Det vendte tilbage kl. 17.40 og kunne rapportere, at byen ikke var besat, og at der ikke var tegn på fjendtlige soldater på vejene mod øst. 'B' eskadronen under kaptajn C. A. R. Munro red ind i Nekhel kl. 19.45 med opplantede bajonetter. To beduiner og en osmannisk soldat blev taget til fange i byen. Garnisonen på 100 kavalerister i Nekhel, som var blevet advaret af beduiner om briternes fremrykning havde trukket sig tilbage i retning af Aqaba. De efterlod en feltkanon og 11 fanger. Da det var mørkt var yderligere bevægelser ikke mulige og eskadronen gik i bivuak i byen med en forsvarsskærm mens sletten blev afpatruljeret i løbet af natten. Alle tre fly landede ved Bir el Themada hvor de overnattede sammen med den nordlige kolonne gennem en meget kold nat.
I løbet af aftenen den 17. februar afslørede to fanger, at seks osmanniske soldater forventedes at komme tilbage den aften fra Bir el Hassana med rationer. En afdeling fra kamelbrigaden blev sendt af sted for at opsnappe dem, fangede 6 kameler med forsyninger mens de to beduiner, som drev kamelerne undslap.
Kl. 4 den 18. februar forlod den nordlige kolonnes hovedstyrke deres fremskudte base og red ind i Nekhel kl. 6. hvor yderligere to blev taget til fange og forladte våben, ammunition og forsyninger blev erobret. Patruljer blev sendt ud i østlig retning i en afstand af 24 km, men de fandt ingen fjendtlige soldater. Heliografisk kommunikation blev etableret mellem den nordlige og den sydlige kolonne kl. 8.30 og den sydlige kolonne ankom til byen kl. 9.05. Efter en omhyggelig gennemsøgning af byen og ødelæggelse af en erobret feltkanon indledte den sydlige kolonne sin returrejse kl. 10.30. Senere blev yderligere to arabere fundet skjult i bakkerne sammen med en osmannisk soldat, som blev dræbt da han forsøgte at undslippe.

## Efterspil
Fanger oplyste at Nekhel havde haft en garnison på 40 bevæbnede beduiner og 24 osmanniske soldater, som blev ledet af en osmannisk officer og en arabisk Faud Effendi, som begge undslap. Telegraf og telefonledninger var nede og master fjernet inden den nordlige kolonne vendte tilbage til sin fremskudte base til natten. De begyndte turen tilbage om morgenen den 19. februar og passerede undervejs Bir el Giddi hvor den nordlige kolonne slog lejr den 20. og 21. februar.
De to kolonner tilbagelagde hver omkring 190 km under barske ørkenforhold. De daglige rationer vejede 1,8 kg samt 4 liter vand pr. vand. Hestene fik 9 kg presset foder og 24 liter vand pr. hest. Forsyningerne blev transporteret på 1.600 kameler fra 'N' og 'Q' kompagnierne af kameltransportkorpset under kaptajn Swallow. Kamelerne, som stort set alle var somaliske arbejdede godt og tilbagelagde over 32 km om dagen. Kommunikationen blev opretholdt med to radiotelegraf sektioner sammen med den nordlige kolonne, men kommunikationen med den sydlige kolonne foregik alene ved hjælp af meddelelser fra fly eller visuelle signaler, hvilket var vanskeligt i det terræn de to kolonner passerede igennem.
Flyene holdt kontakt med de to kolonner da de nærmede sig Nekhel fra øst og syd. De nedkastede meddelelser fra hovedkvarteret og spejdede fremad, når det var nødvendigt. Den 17. februar da kolonnerne ikke var langt fra Nekhel fandt luftrekognosceringen ud af at landsbyen var forladt, og en omfattende luftrekognoscering den følgende dag opdagede ingen tegn på fjenden op til 27 km forbi Nekhel. Sen ankomst og motorproblemer betød imidlertid at vigtige meddelelser til general Pitt aldrig blev leveret. Luftrekognoscering havde også svært ved at finde små grupper af soldater, og et fly overså hele den nordlige kolonne da den fløj over den.

## Fodnoter
1. ↑  Disse enheder er blevet beskrevet som kommende fra al-Arish. [Falls 1930 Vol. 1 p. 277]
2. ↑  Flyverne overnattede formentlig ved den nordlige kolonne ved den fremskudte base. [Grant 1917 p. 3]